# 劍客行
《劍客行》為古龍早期作品，算是古龍第一部長篇（《劍毒梅香》雖長，但大部分為代筆），1962年或1963年明祥出版，今據諸葛青雲〈賣瓜者言〉更正為1961年。並與1964年明祥出版的《無情碧劍》同書異名。

《劍客行》，天地圖書出版社版本，1999年出版

## 故事大綱
展白背负父亲「霹雷剑」展云天被五个结义兄弟以奸计密谋杀害的血海深仇，闯荡江湖，学成天下第一奇书《锁骨销魂天佛卷》，终报父仇，并独力对抗企图一统中原武林的强大恶势力「南海门」，除「三煞」，诛「四凶」，力挽狂澜，创下赫赫声名，最终与五个美艳动人的娇妻隐居洞庭湖畔，成就武林传奇，一时传为佳话。

## 主要人物
- 展白：

「霹雳剑」展雲天之子，最後盡享齊人之福
- 柳翠翠：

「银扇子」柳崇厚之女，天仙魔女之徒。書末懷著展白的骨肉、展白的妻子
- 展婉兒：

「摘星手」慕容涵之女、慕容紅之妹、展白的妻子

## 次要人物
- 「武林四大公子」

江湖上流著四句歌詞：『安樂風流，凌風無情，飄零端方，祥麟熱腸。』這四句歌詞代表著武林四大公子，描述這「武林四公子」為人的特色的，「武林四公子」名傳天下，乃是當今江湖中的後起之秀，風頭最勁的人物。
各自收羅拉攏武林高手，歸其門下，幾年的時間，武林四公子的門下，武林高手已經是成千論百，聲勢之隆，直可媲美春秋戰國時代的戰國四公子了。
- 「安樂公子」雲錚

「乾坤掌」雲宗龍的兒子，江南首富公子，素以氣度曠達見稱於天下。
- 「凌風公子」慕容承業

「摘星手」慕容涵之子、慕容紅之弟、展婉兒之兄。
武林四公子中最無情，狂妄高傲。
- 「端方公子」司空常靖

丐帮帮主
「混元指」司空晉的兒子。
- 「祥麟公子」金彩煥

「青蚨镖」金九的兒子
被江湖上恭稱為古道熱腸，世居南京，家資巨萬，又加上他幼得異人傳授，武功高強，門下食客上千，不乏武林中第一流高手，與另外三公子，在武林齊名，可以說是站在南京城—跺腳，整個中原武林都會亂顫的人物。
- 雲夢山莊

- 「乾坤掌」雲宗龍

雲夢山莊主人
「江南七俠」之一，為貪圖富貴，暗算殺害結義盟兄「霹靂劍」展雲天。
- 「摩雲神手」向衝天

一身硬軟功夫已入化境、小巧輕身之術更傳湧武林的江湖頂尖高手之一。
昔年獨揣浙東七家鏢局，又在雁蕩山將江南巨盜「鐵騎金刀」戴東駿一掌劈死，使得武林黑白兩道莫不聞名膽落。
後成為「安樂公子」的食客。
- 「血掌火龍」姚炳昆

乃蘇、魯一帶江湖道上聞名喪膽的人物。
不但「紅砂血形掌」練有十成火候，而且一身火藥暗器，更是獨步江湖，尤其他肩上斜插的那柄外門兵器，形似人掌，卻比人掌略大，乃百「追風八打」擅長點穴，既可當點穴使用，又可當萬字梅花奪用，除了點穴、鎖奪敵手兵器之外，伸直中指之中，尚藏有極厲害的火藥暗器，與敵人過招之際，招出之後，一按把柄彈簧，暗器即隨指尖發出，使人防不勝防，躲不勝躲，可說是厲害霸道已極。他把這獨特的外用兵器，叫做「仙人掌」，有不少江湖好手，栽在他這柄外門兵器之下。他縱橫蘇魯兩省，鮮逢敵手，因此養成他跟高於頂的傲性、
這「血掌火龍」姚炳昆，在蘇魯一帶儼然一方霸主，不知怎麼也被「安樂公子」收羅了去，在這興隆鎮上坐鎮，為蘇州雲夢山莊外圍，獨擋一面。
- 「辣手童心」費一童

武功絕高，行事又極難測，縱然是武林中一流高手，也沒有不怕遇著「辣手童心」費一童的。
後成為「安樂公子」的食客。
- 「毒劍靈蛇」俞化南
「追風無影」華清泉

以輕身小巧之術馳譽武林、江湖人稱「第一神偷追風無影」，曾經一夜之間，連偷京城七十三家巨宅。
後成為「安樂公子」的食客。
- 豹突山庄

- 「摘星手」慕容涵

「豹突山庄」庄主，北五省武林盟主。
「江南七俠」之一，名滿天下、被武林黑白兩道演染得神乎其神的人物。
富可敵國，最講究排場，不僅本家人豪華無比，就是對門下食客，也均是禮遇有加，一個個衣錦華襲。
為貪圖富貴，暗算殺害結義盟兄「霹靂劍」展雲天。
- 慕容紅

「摘星手」慕容涵之女、展婉兒之姊、展白的妻子。
- 「天佛掌」雷震远

擅「七十二路天佛掌」，這武林奇人，想當年與「霹雷劍」展雲天，義結金蘭，情同生死，二人並道江湖，不知做了多少驚天動地、轟轟烈烈的仗義俠行。
後成為「豹突山庄」的食客，豹突山莊十大高手之一。
- 「漠外神君」赫連英

擅「彈指神通」。
- 「衡山夜梟」

盲人，他的雙眼便是在多人「圍攻」及「暗算」之下瞎掉的。但他憑著自己堅強的毅力，雙眼全瞎之後，不但末把全身高強的武功丟下，反而更加刻苦修練，三十餘中荒山野洞隱姓埋名的苦修，竟使他達到「以耳代目」，反比有眼睛之人，更加靈敏的地步，同時，三十餘中的苦練，他的武功又不知增強了多少。
他二次出山，江湖上蒼海桑田，已經人事全非故，一二殘餘，也被他找到殺死，後來他被「摘星手」網羅在莊上，成為豹突山莊十大高手之一。
- 「銀簫奪魂」章士朋

武功「音魔奪魂簫法」，廿年前憑一支銀簫，在華山絕頂上，「一簫會三老」，獨自一人，力敵廿年前領袖武林的「中原三老」，聲名之盛，可以說是壓倒天下武林。這些武林遺事，稍為涉足武林的人，沒有一個人不知道。
後成為「豹突山庄」的食客，豹突山莊十大高手之一。
- 「天涯狂生」趙九州

差不多是個奇性的人物，武林中婦孺皆知，而且都津律樂道，天涯狂生出身在長白門下，三年藝成，便戰敗了長白門所有高手，連他接業的恩師也敗在他的手下。
他覺得長白門中再沒有人可以教他，也沒有什麼可學的了，便獨自下山，在江湖上揚言，誰能勝他，他便拜誰為師。
因他天資奇高，無論任何門派武功，只要他看到，他便能過目不忘，而且能舉一反三，立刻悟出制勝該門武功之道來。
因此，三五年下來，找他較量的武林高手，固然不在少數，但沒有一個人能是他的對手，後來他單人獨騎上嵩山少室蜂，獨闖少林寺天下聞名的「羅漢陣」，又獨自一人跑上武當山，單人力戰武當派武功最高的「武當三子」，仍能全身面退，「天涯狂生」之名，已轟動了整個武林。
後成為「豹突山庄」的食客，豹突山莊十大高手之一。
- 「塞外雙殘」

「追魂鈴」司馬敬與「獨腳飛魔」李舉，乃是西北道上有名的魔頭，武功高不可測，行事乖僻，手段殘酷，如被纏上誓死不休，不把對方殺戮殆盡，永不算完。
江湖上不論黑白兩道，對這兩個魔頭，莫不避若蛇蠍，無人敢惹。
後成為「豹突山庄」的食客，豹突山莊十大高手之一。
- 杭州西湖逸園

- 「混元指」司空晉

「江南七俠」之一，為貪圖富貴，暗算殺害結義盟兄「霹靂劍」展雲天。
- 建業金府

- 「青蚨镖」金九

「江南七俠」之一，為貪圖富貴，暗算殺害結義盟兄「霹靂劍」展雲天。
- 「一枝梅」金彩鳳

「青蚨镖」金九之女，有「江南第一美女」之稱、展白的妻子。
- 「玉面小青蚨」孟如萍

是「青蚨神」金九的愛徒，從小在金府長大，金九愛護他不亞於愛自己的獨子金祥麟，因此把自己一身高強的武功，傾囊相授。
- 「鐵背駝龍」公孫楚

「金府雙鐵衛」之一，在金府地位之高，在江湖上聲譽之隆，可說是無與倫比。
- 「鐵翼飛鵬」巴天赫

「金府雙鐵衛」之一，在金府地位之高，在江湖上聲譽之隆，可說是無與倫比。
- 鎮江「麒麟莊」樊家

- 「霸王鞭」樊非

「江南七俠」之一，為貪圖富貴，暗算殺害結義盟兄「霹靂劍」展雲天。
樊氏一族與慕容一姓，原為通家之好。只因一次桃色糾紛，反目失和。又因為人言可畏，樊氏夫人競含羞自盡，致使兩家結下大仇，雖然樊大爺有心化解，想壓下這件事，不再提起為死去的愛妻復仇，但他的兒女卻永不忘懷這辱母殺母之恨，時思報復。
- 「鎮江樊氏三傑」

大哥「戳情劍」樊俊，老二「追風劍」樊傑，三弟「摩雲劍」樊英。
乃鎮江一帶有名劍術名家，江湖道上提起「鎮江樊氏三傑」，大江兩岸無人不知，無人不曉，
- 樊素鸞

「霸王鞭」樊非之女、展白的妻子。
- 莽牛山「金氏二義」

- 少林派

- 智海

掌門
- 「虎目尊者」

羅漢堂首座
- 「神拳打井」步雲飛

俗家弟子
- 武當派

- 「武當三道」

- 崆峒派

- 「排骨仙」

掌門
- 「崆峒四丑」

- 點蒼派

- 「點蒼雙劍」

- 崑崙派

- 「天山一鶴」鍾明

- 法華南宗

- 「五音能手」蕭銅

- 「七步追魂」班桂

- 窮家幫

- 「風塵三丐」

- “神驴铁胆”董千里

為前輩異人碩果僅存的一位了，年紀恐怕有一百多歲以上吧，乃是四五十年以前武林中聞名喪膽的人物，武功之高，當今武林恐怕已無出其右者。
雖然遊蹤無定，但經常在南京燕子磯江邊，巖山十二洞存身，
他的事跡充滿了傳奇色彩，武功之高更是神鬼難測。關於他的奇事異聞，武林中只當神話來傳說，因為四五十年以前，江湖上便失去了他的蹤跡，武林中很少人見過。
「塞外雙殘」司馬敬的左臂，李舉的右腿，聽說便是被「神驢鐵膽」廢了的。
那時他二人的師父，已經是當時武林中屈指可數的頭號人物。但也知道單憑二人要想勝過「神驢鐵膽」，那是毫無把握。於是又約集了當時幾個黑道上的頂尖高手，一共是十數個武林巨手，九九重陽，在太行山吉高峰上，約會「神驢鐵膽」比武。
這吉高峰上的比武大會，是當年武林一大勝舉，差不多中原武林道上的高手，以及四海八荒的奇人異士全到了。
但是，「追魂鈴」與「獨腳飛魔」的恩師，與十數位當時黑道上的頂尖高手，一個個都敗在「神驢鐵膽」的三枚鐵膽、八八六十四式「奇形掌」下，非死即傷，而且競沒有一人能走出十招！
這一來「神驢鐵膽」威名大震，可是，從此江湖上也就失去了「神驢鐵膽」的蹤跡。
- 「神猴」铁凌

居於南荒黎貢山，與「神驢鐵膽」並稱「南猴北驢」。
十數年前名滿天下，他當年那些出神入化的軼事，卻是武林中老一輩的人物津津樂道的。
擅「搜魂指」。
- 「江南二奇」

大江南岸黑白兩道聞名喪膽的「江南二奇」。老大「赤髮靈猴」常去惡，老二「鬼谷隱叟」文正奇。
這二人享譽武林數十年，武功自成一格，內、外、輕三功均至登峰造極地步，生性怪異，不喜和人打交道，常年隱身「鬼谷」，但無人知道「鬼谷」確實的地點，也很少人去過，只聽傳言在雁蕩山中。這二人輕易不出谷，可是他二人要走出谷來，在江湖上一露面，必定闊出幾件轟動武林的大事來。
- 「太白雙逸」

擅「太極兩儀離魂掌」。
視「霹靂劍」展雲天為恩公。
- 南海门

- 「海龍神」龍嘯天

南海门教主，又稱「南海一君」。
愛上了「鬼面嬌娃，紅粉骷髏」，二人正在打得火熱，龍嘯天不知為什麼丟下「鬼面嬌娃」，隻身潛赴中原，不辭而別，一去年餘，沒有音訊！「鬼面嬌娃」自然難合，趕至中原尋找，卻發現龍嘯天已與另外一個女人成了婚，而且生下一子！
「南海一君」龍嘯天非常好色，遺棄「鬼面嬌娃」，娶「中原玉女」為妻，也就是為了「中原玉女」比「鬼面嬌娃」生得更美，後來「中原玉女」為他生兒育女，年老色衰，「鬼面嬌娃」又因被中原武林高手在泰山觀日峰打落萬丈深淵，毀了容貌，終日戴了鬼面具，更使「南海一君」見了噁心，故爾暗中已與妖姣無比的「桃花四仙」有了來往。
龍嘯天因為奪得一冊武學秘錄，也被黑白兩道合力追殺，中原不能立足，攜妻帶子第二次潛回「魔鬼島」！
不知他用什麼辦法，說服了「鬼面嬌娃」，二人競又言歸於好，與龍嘯天的前妻三人住在一起。 而且，龍嘯天根據那本武學秘錄，競修練成了一身絕世奇功！並自命為「南海一君」「海龍神」，開創「南海」一派，廣收門徒，伊然成為一方霸主！
他的兒子也長大，就成為「南海少君」「龍神太子」，後來他的前妻又生下一女，是入侵中原、掌生殺大權的「南海龍女」！
- 「龍神太子」龍飛

南海门教主之子，又稱「南海少君」。
- 「南海龍女」

南海门教主之女
- 仇如海

“海外三煞”之一
擅「大手印」。
- 冷艷紅

“海外三煞”之一
擅「搜魂指」。
- 佛印

“海外三煞”之一
擅西域絕學「蛤蟆功」。
- 「蔥嶺之鷹」

“黑道四凶”之一
「蔥嶺之鷹」又名「蔥鷹叟，他這「枯骨掌」厲害非凡，乃是運集「九陽魔火」，苦練了數十寒暑而成的。而且在練這種掌功時，在身前要生上極為旺盛的爐火，把雙掌放在火苗下灸烤，一邊運集本身「三味真火」與外火相抗，功成之日，雙掌可變成焦黑，如果打在人的身上，可使人骨枯焦糊而死，故名「枯骨掌」端的厲害無比！
「魔鬼島」恰巧有一座活火山，常年不斷向外噴火，這種「地心火」不知又要比普通爐火熱度高多少倍「蔥嶺之鷹」就在這火山口上，苦練了三十年，所以，他的「枯骨掌」已到了登峰造極地步，而且雙掌已變成白骨，甚至連他本人也像殭屍差不多了！
- 「陰山之狼」郎雄

“黑道四凶”之一
在「魔鬼島」苦練三十年的「掌刃切木」。
四人之中，以「陰山之狼」最為狡猾，別看他外貌生得威猛，極像是個粗人，事實上卻最功於心計。
- 「太倉之鼠」符節

“黑道四凶”之一
擅「縮筋魔功」，據者一輩的人士傳言，「太倉之鼠」惡事作盡，一生之中，只做過一件好事。
那是三十餘年前的事了，奸相和珅，為歷代最大的一個貪宮，在任時所搜括的財富，到案發滅門沙家時，家財總額已達四百億萬，比國庫的數字還要大，全國四億人口，不分大人小孩，如果把奸相的財產平分的話，每人可得白銀一百兩！
此外，珍寶古玩還不算在內，那時候兩河災荒，數百萬災民已到了爭食人肉的慘況，而奸相和坤的「太倉之米」卻屯積得滿谷滿倉，任那白米蟲蛀鼠咬，腐爛發霉，也不肯拿出來發放饑民！
「太倉之鼠」不知怎的忽發善心，就施展「就地打洞」的功夫，潛進太倉，神不知鬼不覺，數月之間，竟把千萬斤的太倉之米盜運了淨光，完全救濟了兩河災民！
這是「太倉之鼠」有生以來所做的唯一的一件好事！
就因為此，他「太倉之鼠」的綽號，響徹了大江南北！
當然，自從他潛蹤「魔鬼島」，三十中的埋頭苦練，他這「就地打洞」的功力越發高明了！
- 「沙漠之狐」

“黑道四凶”之一
擅專破內家真力的「追命神珠」，一串念珠乃漠北苦寒之地特產的胡桃木製成，堅逾精鋼，重逾金石，外圓中空，中空的螺旋形圓孔，可以遇到阻力加速旋轉而進，是以掌風內力無法阻擋。
- 提及人物

- 「隻眼郎君」

兩百七十年前的武林奇人，天下第一奇書《鎖骨銷魂天佛卷》的作者。
「隻眼郎君」名雖「隻眼」，卻非「隻眼」，他取此名大約是取的『獨具隻眼』之意，而且天生俊秀，貌如子都，在當時江湖中，享有第一美男之譽，是以他一生之中，不知經過了多少情孽糾纏，只是他心如鐵石，絲毫無動於衷。
江湖故老傳言，「隻眼郎君」不但武功奇高，而且凡事都有獨特的見地，更能識人，江湖中人的好歹善惡，只要被他見了一眼，便立刻可以分辨，再也無所遁形，是以有許多假冒偽善的武林中人，都被他揭穿隱私。
後來他忽然參透內家妙諦，便尋了個隱僻之地，靜研武功上乘奧妙，他雖然處處設防，哪知被他一個最親近的朋友，因妒生恨，將他靜修之地，說出了去，於是此訊一傳，群魔大動，竟等他靜修之際，前去騷擾，這其中最最厲害的，據說是一個美絕天仙的魔女，竟施展「奼女迷魂大法」，在他那絕頂內功將成未成之際，使他心動。
「隻眼郎君」便在這性命恢關之際，微生績念，走火入魔，若非當時武當派玄門的掌教真人鐵心道長，與少林派佛門的掌教祖師苦水上人聞得訊息，一怒連袂下山，以佛道兩門的無上大法，將他救轉，那麼他縱不立刻魂歸離恨，至少也得走火入魔，從此不能動彈了。
這位武林奇人，雖然早巳參透內家絕頂奧妙，但卻因為身體受損，從此不能勘破內功最後一關，以致抱恨終生，他雖然不願將自己苦心研透的武功絕頂奧秘，因此埋沒，卻也不甘後學毫無困難地得到達種絕頂妙訣。因之他才費盡心力，制了一本奇書，藏在羅浮絕頂的一個隱秘所在，而且揚言天下，有如此一部奇書，只是直言定力不堅的，切切不可嘗試。
- 「天仙魔女」

兩百七十年前的武林奇人。
受人縱容，一時逞強，施展「奼女迷魂大法」，壞了蓋世奇人「隻眼郎君」的修行，引起武林公憤，認「天仙魔女」為邪魔外道，群起圍剿，致使「天仙魔女」在中原武林不能立足，亡命海外荒島，暫時隱遁起來！
「天仙魔女」本善於奇門生剋之術，為了防範仇家追蹤，又遍佈迷徑幻境，機關埋伏，把一個世外荒島佈置得神仙難渡，倒也能相安於一時！
在做這些開荒工作之時，因荒島缺少食物，師徒二人均以海中魚蝦為食，恰巧在那荒島海邊岩石洞穴中，生產一種「血鰻」，這種血組對人身是一種大補，師徒二人吃得多了，內功真力竟然大增，有一次師徒二人無意中捉到一隻「千年血鰻」，分而食之，競達到容顏常駐、長生不老的地步！
直到二百餘年，「天仙魔女」才肉身坐化，無疾而終。
- 「鬼面嬌娃，紅粉骷髏」

本是一個棄女，降生不到一月，即被狠心的父親棄在一座荒廟中，幸為「天仙魔女」所救，把她撫養長大，並授以絕世武功！
到她長成時，竟然出落得如花似玉，加之她武功高強，當時拜倒石榴裙下的青年男子不知凡幾！
- 「霹靂劍」展雲天

「江南七俠」之首
武功俠行震驚天下，一生行事，光明磊落，尤其古道熱腸，急公好義，江湖中人無論哪一路的朋友，沒有不曾受過此人恩惠的。近百年來，此人在武林中德望之隆實在無人能超越他的。

## 小說目錄
- 第一回　摩云神手
- 第二回　安乐公子
- 第三回　无情碧剑
- 第四回　辣手童心
- 第五回　凌风公子
- 第六回　扑朔迷离
- 第七回　血海深仇
- 第八回　洞中天地
- 第九回　销魂秘笈
- 第十回　豹突山庄
- 第十一回　音魔幻境
- 第十二回　风暴袭来
- 第十三回　阴差阳错
- 第十四回　挺身而出
- 第十五回　塞外双残
- 第十六回　往日秘辛
- 第十七回　有口难言
- 第十八回　血掌火龙
- 第十九回　生死茫茫
- 第二十回　祥麟公子
- 第二十一回　江南美人
- 第二十二回　玉面青蚨
- 第二十三回　金府双卫
- 第二十四回　青铜制钱
- 第二十五回　神驴铁胆
- 第二十六回　洞中遇合
- 第二十七回　端方公子
- 第二十八回　前尘恨事
- 第二十九回　莲花开落
- 第三十回　武林盛会
- 第三十一回　夺宝遗恨
- 第三十二回　图穷匕现
- 第三十三回　蛇蝎美人
- 第三十四回　千钧一发
- 第三十五回　急转直下
- 第三十六回　恩仇难分
- 第三十七回　天涯狂生
- 第三十八回　南海一君
- 第三十九回　重出江湖
- 第四十回　风云陡变
- 第四十一回　海外三煞
- 第四十二回　神龙太子
- 第四十三回　霸业宏图
- 第四十四回　天仙魔女
- 第四十五回　南海龙女
- 第四十六回　太阴神掌
- 第四十七回　太白双逸
- 第四十八回　风尘三丐
- 第四十九回　域外四凶
- 第五十回　八荒风雨
- 第五十一回　君临天下
- 第五十二回　天佛秘传
- 第五十三回　钩心斗角
- 第五十四回　锋镝情潮
- 第五十五回　九大掌门
- 第五十六回　义薄云天
- 第五十七回　决死一搏
- 第五十八回　金龙令下
- 第五十九回　烟消云散
- 第六十回　情根深种